# Institut français d'urbanisme
Pour les articles homonymes, voir IFU.
L'Institut français d'urbanisme (IFU) est un ancien institut français de recherche scientifique et de formation universitaire de deuxième et troisième cycles dans les domaines de l'urbanisme et de l'aménagement de l'espace.
Implanté sur le campus Descartes, à Champs-sur-Marne, l'IFU proposait une formation universitaire permettant d'accueillir des étudiants dès la troisième année de licence jusqu'au doctorat, en passant par les première et deuxième années de master (avec diverses spécialités, enrichies par deux parcours). Il a fusionné à la rentrée 2015 avec l'Institut d'urbanisme de Paris pour former la nouvelle École d'urbanisme de Paris.

## Histoire

### Le département d’urbanisme du Centre universitaire expérimental de Vincennes, puis de l'université Paris-VIII
L’Institut français d’urbanisme est le successeur du « département d’urbanisme du Centre universitaire expérimental de Vincennes » (qui assurait un enseignement en urbanisme sur les trois cycles universitaires). Celui-ci a été fondé au milieu de l’année 1968-1969 par Pierre Merlin - auquel se sont joints Michel Coquery (octobre 1969) et Françoise Choay (1971), à la suite de la revendication de 431 étudiants inscrits en urbanisme à Vincennes par suite d'une erreur administrative. Il était devenu en 1976 l'Institut d'urbanisme de l'Académie de Paris (IUAP) avant de se dénommer Institut français d'urbanisme (avec un statut d'institut autonome (article 33 de la loi de 1968) en 1985.
Après le transfert forcé en 1980 de l'université de Paris-VIII de son site originel du bois de Vincennes à son site actuel au nord de Saint-Denis, l’IFU a été logé dans les locaux de l’université de Paris-VIII à Saint-Denis jusqu'en 1987 où était installée la grande majorité de ses effectifs et formations.

### Déménagement et intégration à l'université de Marne-la-Vallée
En 1987, l'Institut français d’urbanisme déménage à la Cité Descartes ou Campus Descartes, avec l’aide de l’Établissement public de la ville nouvelle de Marne-la-Vallée, dans un bâtiment neuf en attendant la construction, achevée en 1991, d’un bâtiment spécifique construit par l'architecte Pierre Riboulet. C'est seulement en octobre 2009 que l'IFU a été totalement transféré à l'Université Paris-Est-Marne-la-Vallée et en est devenu une composante majeure.

### Disparition au profit de l'École d'urbanisme de Paris
Dans le cadre de la collaboration au sein de l'université Paris-Est qui met en relation l'Université Paris-Est Créteil Val-de-Marne et l'Université Paris-Est Marne-la-Vallée, l'IFU et l'IUP (Institut d'urbanisme de Paris) sont amenés à fusionner et à devenir l'École d'urbanisme de Paris. Les deux instituts seront regroupés dans le bâtiment Bienvenüe de la Cité Descartes à partir de la rentrée 2014, tout en continuant de présenter deux offres pédagogiques différentes qui fusionnent à la rentrée 2015. Cette fusion, soutenue par le Ministère de l'Écologie, du Développement durable et de l'Énergie, ainsi que par le Ministère de l'Égalité des Territoires et du Logement, s'inscrit aussi dans la constitution du cluster de recherche sur la ville durable.

## Formations

### Formation initiale
- Licence « Aménagement, études urbaines »
- Master « Urbanisme, aménagement, transports »
  - Spécialités possibles en deuxième année de Master :
    - Villes durables (VD)
    - Opérateurs et managers urbains (OMU)
    - Politiques urbaines intégrées dans l'espace euro-méditerranéen (PUIEM)
    - Stratégies métropolitaines (SM)
    - Transports et mobilités (TM)
    - Villes, services, usages (VISU)

  - Deux parcours possibles :
    - Ville numérique
    - Métiers de la recherche en urbanisme
- Doctorat « Études urbaines, aménagement et urbanisme »
- Diplôme universitaire (DU) « Expertise internationale villes en développement » (EIVD)

 (mai 2023).

#### Villes durables (VD)
Le développement durable étant devenu une composante majeure des pratiques et des discours sur la ville et sa fabrication. Tous les acteurs de l’urbain s’accordent sur l’idée d’un croisement nécessaire entre les dimensions économique, sociale et environnementale. Toutefois, la traduction concrète de ce principe dans les pratiques, les projets, les réalisations, les études ou les recherches se révèlent complexe. Entreprendre des recherches ou construire des pratiques traitant de la durabilité exige donc la connaissance théorique et historique des savoirs mobilisés autour du développement durable, mais aussi l’apprentissage critique des outils et des savoir-faire techniques qu’il convoque.
La spécialité se propose d’investir ces domaines d’une manière maîtrisée et croisée : environnement et politiques locales, écologie et filières industrielles, techniques urbaines et histoire des sociétés contemporaines, mobilité et changement climatique, risques et planification, etc. La spécialité forme des professionnels du développement urbain durable capables d’approfondir des questions environnementales tout en les situant dans des enjeux urbains, économiques et sociaux plus larges (et à différentes échelles).

#### Opérateurs et managers urbains (OMU)
Cette spécialité revendique sa très forte orientation professionnelle par ses approches transverses nécessaires au déploiement de toute intervention opérationnelle. Ces approches transverses ont l'ambition de couvrir : le champ de la stratégie, de la prospective et de l’innovation, les démarches de management, de gestion de projet et de pilotage du changement, les domaines clefs et méthodes du co-design urbain et de la programmation urbaine, les dispositifs de gouvernance et de gestion des jeux d’acteurs et enfin l’ensemble des contraintes et compétences juridiques, techniques, financières et de gestion : autres déterminants et prérequis fondamentaux du « principe de réalité » dans l’action quotidienne.

#### Politiques urbaines intégrées dans l'espace euro-méditerranéen (PUIEM)
Cette spécialité cherche à développer une analyse territoriale transversale, prospective et stratégique, s’inscrivant dans une perspective de développement durable, liant aménagement urbain et dynamiques de cohésion sociale. La spécialité est centrée sur les champs relatifs aux questions sociales (pauvreté, accès au logement, mobilité, ségrégation et discriminations, sécurité ; développement économique et emploi....) et dans les domaines de la gouvernance des projets urbains (territorialisation et contractualisation de l’action publique, rapports ente société civile et décideurs locaux, nouvelles formes d’organisations de l’action publique).
La dimension euro-méditerranéenne, qui associe le cadre européen et les espaces péri-méditerranéens, permet d’élargir la compréhension des phénomènes urbains et sociaux ; les logiques d’action de gouvernance et des politiques de développement urbain en s’appuyant sur les expériences européennes et du bassin méditerranéen. Cette formation opérationnelle prépare des spécialistes du renouvellement urbain durable et de la cohésion sociale, axée sur les principes, méthodes et outils d’une démarche de projets complexes intégrés, prenant en compte l’ensemble des données et priorités du développement territorial durable. Cette démarche, applicable dans un contexte local, doit prendre en compte la spécificité de chaque contexte dans une logique d’échanges de pratiques et de savoirs nés des expériences au nord comme au sud de la Méditerranée.

#### Stratégies métropolitaines (SM)
La spécialité "Stratégies Métropolitaines" vise à l’analyse de la situation de ces espaces et des réponses données par leurs acteurs aux défis économiques et aux enjeux sociétaux auxquels ils sont confrontés. Elle a aussi pour objectif d’offrir un apprentissage à la compréhension des jeux d’acteurs et à l’élaboration et la mise en œuvre de stratégies et de politiques de développement.
La réalisation de tels objectifs ne peut être menée à bien que dans une perspective comparée et pluri-thématique. C’est pourquoi la spécialité se présente comme résolument tournée vers l’international, européen bien sûr, mais aussi vers d’autres continents où les problématiques des métropoles sont également présentes dans des configurations originales. Elle s’intéresse à tous les secteurs de politiques publiques (transport, logement, action sociale, environnement, etc.) dans la mesure où leur traitement concerne les relations entre les échelles (du quartier à la métropole, de la métropole au monde).

#### Transports et mobilités (TM)
Cette spécialité est commune à trois établissements d'enseignement supérieur :
- L'Université Paris-Est Créteil Val-de-Marne avec l'Institut d'urbanisme de Paris.
- L'Université Paris-Est Marne-la-Vallée avec l'Institut français d'urbanisme.
- L'École des Ponts Paris Tech.

L'activité de transport se caractérise à la fois par son extrême diversité et par son intersection avec toutes les autres sphères de la vie économique et sociale, à toutes les échelles du territoire. Le champ couvert comprend aussi bien les déplacements de personnes (de la marche à pied au transport aérien intercontinental) que de marchandises (des transports de colis par les coursiers urbains au transport maritime de pétrole brut ou de conteneurs).
Les débouchés d'une formation supérieure en transport reflètent cette diversité : recherche (dans des organismes scientifiques, des universités, des entreprises), enseignement initial et professionnel à divers niveaux, conseil dans des bureaux d'études, exploitation des transports (dans des entreprises de transport de personnes ou de marchandises ou dans des fonctions logistiques), planification et administration dans des collectivités publiques, des organisations internationales ou des ONG, etc.

### Formation continue
- Licence « Aménagement, Études Urbaines »

## Situation géographique
L'Institut français d'urbanisme s'est installé à Champs-sur-Marne dans le département de Seine-et-Marne (77), sur la Cité Descartes ou Campus Descartes.
S'y trouvent notamment le siège de l'Université de Paris-Est Marne-la-Vallée, mais aussi l'École nationale supérieure Louis-Lumière, l’ESIEE Paris, l’ENSG, l’École des Ponts ParisTech, l'École d'architecture de la ville et des territoires à Marne-la-Vallée, ….
L'institut est accessible notamment par la ligne A du RER à la gare de Noisy - Champs et par l'autoroute A4 (sortie no 10 Cité descartes).

## Architecture du bâtiment
Avec l’aide de l’Établissement public de la ville nouvelle de Marne-la-Vallée, l'IFU s'installe dans ses locaux du Campus Descartes achevés en 1991. Celui-ci fut construit par Pierre Riboulet entre 1989 et 1991.
L’inspiration de la Villa Savoye est clairement perceptible. Le bâtiment de 1 700 m2 est construit autour d’un jardin intérieur. La rampe d’accès au premier étage fournit au visiteur des angles de vue changeant progressivement et une vision de l’ensemble du bâtiment. Le jardin est bordé, aux étages, de coursives, l’une au nord, l’autre au sud, qui donnent accès aux salles de cours et aux bureaux d’enseignants. Cette disposition permet d’avoir, d’un point quelconque de ces coursives, une vue sur la totalité de l’édifice.